# Zaleszczotki Australii
Zaleszczotki Australii – ogół taksonów pajęczaków z rzędu zaleszczotków (Pseudoscorpiones), których występowanie stwierdzono na terytorium Australii.
Do 2021 roku z terenu Australii wykazano 178 gatunków zaleszczotków należących do 21 rodzin.

## Podrząd:Epiocheirata

### Nadrodzina:Chthonioidea

#### Rodzina:Chthoniidae
Z Australii podano następujące gatunki:

- Austrochthonius australis
- Austrochthonius cavicola
- Austrochthonius easti
- Austrochthonius muchmorei
- Austrochthonius strigosus
- Chthonius tetrachelatus
- Lagynochthonius asema
- Lagynochthonius australicus
- Lagynochthonius leemouldi
- Lagynochthonius mordor
- Lagynochthonius polydentatus
- Paraliochthonius darwini
- Sathrochthonius crassidens
- Sathrochthonius insulanus
- Sathrochthonius tuena
- Sathrochthonius webbi
- Tyrannochthonius aridus
- Tyrannochthonius basme
- Tyrannochthonius billhumphreysi
- Tyrannochthonius brooksi
- Tyrannochthonius butleri
- Tyrannochthonius cavernicola
- Tyrannochthonius cavicola
- Tyrannochthonius garthhumphreysi
- Tyrannochthonius kermadecensis
- Tyrannochthonius laevis
- Tyrannochthonius norfolkensis
- Tyrannochthonius queenslandicus
- Tyrannochthonius rex
- Tyrannochthonius semihorridus
- Tyrannochthonius souchomalus

#### Rodzina:Lechytiidae
Z Australii podano następujący gatunek:
- Lechytia libita

#### Rodzina:Pseudotyrannochthoniidae
Z Australii podano następujące gatunki:
- Pseudotyrannochthonius australiensis
- Pseudotyrannochthonius bornemisszai
- Pseudotyrannochthonius giganteus
- Pseudotyrannochthonius gigas
- Pseudotyrannochthonius hamiltonsmithi
- Pseudotyrannochthonius jonesi
- Pseudotyrannochthonius queenslandicus
- Pseudotyrannochthonius solitarius
- Pseudotyrannochthonius tasmanicus
- Pseudotyrannochthonius typhlus

#### Rodzina:Tridenchthoniidae
Z Australii podano następujące gatunki:
- Anaulacodithella australica
- Anaulacodithella plurisetosa
- Heterolophus australicus
- Pycnodithella harveyi

### Nadrodzina:Feaelloidea

#### Rodzina:Feaellidae
Z Australii podano następujący gatunek:
- Feaella anderseni

#### Rodzina:Pseudogarypidae
Z Australii podano następujący gatunek:
- Neopseudogarypus scutellatus

## Podrząd:Iocheirata

### Nadrodzina:Cheiridioidea

#### Rodzina:Cheiridiidae
Z Australii podano następujący gatunek:
- Cryptocheiridium australicum

#### Rodzina:Pseudocheiridiidae
Z Australii podano następujący gatunek:
- Pseudochiridium clavigerum

### Nadrodzina:Cheliferoidea

#### Rodzina:Atemnidae
Z Australii podano następujące gatunki:
- Oratemnus cavernicola
- Oratemnus curtus
- Oratemnus distinctus
- Oratemnus punctatus
- Paratemnoides pococki

#### Rodzina:Cheliferidae
Z Australii podano następujące gatunki:
- Australochelifer pygmaeus
- Nannochelifer paralius
- Philomaoria pallipes
- Protochelifer australis
- Protochelifer brevidigitatus
- Protochelifer cavernarum
- Protochelifer naracoortensis
- Protochelifer victorianus

#### Rodzina:Chernetidae
Z Australii podano następujące gatunki:

- Americhernes mahnerti
- Americhernes muchmorei
- Americhernes neboissi
- Americhernes orestes
- Americhernes paluma
- Apatochernes posticus
- Austrochernes australiensis
- Barbaraella mainae
- Calymmachernes angulatus
- Conicochernes brevispinosus
- Conicochernes crassus
- Conicochernes doyleae
- Conicochernes globosus
- Conicochernes incrassatus
- Cordylochernes dingo
- Haplochernes norfolkensis
- Haplochernes ramosus
- Lamprochernes savignyi
- Marachernes bellus
- Marachernes perup
- Marachernes simulans
- Megachernes penicillatus
- Megachernes queenslandicus
- Nesidiochernes australicus
- Nesidiochernes slateri
- Nesochernes gracilis
- Parachernes sabulosus
- Paraustrochernes victorianus
- Satrapanus grayi
- Sundochernes australiensis
- Sundochernes dubius
- Sundochernes queenslandicus
- Troglochernes cruciatus
- Troglochernes dewae
- Troglochernes guanophilus
- Troglochernes imitans
- Troglochernes omorgus

#### Rodzina:Withiidae
Z Australii podano następujące gatunki:
- Metawithius murrayi
- Withius piger

### Nadrodzina:Garypoidea

#### Rodzina:Garypidae
Z Australii podano następujące gatunki:

- Anagarypus australianus
- Anagarypus heatwolei
- Garypus longidigitus
- Synsphyronus absitus
- Synsphyronus amplissimus
- Synsphyronus apimelus
- Synsphyronus attiguus
- Synsphyronus bounites
- Synsphyronus callus
- Synsphyronus dewae
- Synsphyronus dorothyae
- Synsphyronus ejuncidus
- Synsphyronus elegans
- Synsphyronus ellenae
- Synsphyronus francesae
- Synsphyronus gigas
- Synsphyronus gracilis
- Synsphyronus greensladeae
- Synsphyronus hadronennus
- Synsphyronus hansenii
- Synsphyronus heptatrichus
- Synsphyronus lathrius
- Synsphyronus leo
- Synsphyronus magnus
- Synsphyronus meganennus
- Synsphyronus mimetus
- Synsphyronus mimulus
- Synsphyronus niger
- Synsphyronus nullarborensis
- Synsphyronus paradoxus
- Synsphyronus silveirai

#### Rodzina:Garypinidae
Z Australii podano następujące gatunki:
- Protogarypinus dissimilis
- Protogarypinus giganteus
- Solinus australiensis

#### Rodzina:Geogarypidae
Z Australii podano następujące gatunki:
- Geogarypus connatus
- Geogarypus exochus
- Geogarypus longidigitatus
- Geogarypus pisinnus
- Geogarypus rhantus
- Geogarypus taylori

#### Rodzina:Menthidae
Z Australii podano następujące gatunki:
- Thenmus aigialites
- Thenmus augustus

#### Rodzina:Olpiidae
Z Australii podano następujące gatunki:
- Austrohorus exsul
- Beierolpium bornemisszai
- Beierolpium squalidum
- Euryolpium granulosum
- Euryolpium michaelseni
- Linnaeolpium linnaei
- Olpium australicum
- Xenolpium longiventer
- Xenolpium pacificum

### Nadrodzina:Neobisioidea

#### Rodzina:Hyidae
Z Australii podano następujące gatunki:
- Indohya beieri
- Indohya damocles
- Indohya gollum
- Indohya haroldi
- Indohya humphreysi
- Indohya napierensis
- Indohya panops
- Indohya pusilla
- Indohya typhlops

#### Rodzina:Parahyidae
Z Australii podano następujący gatunek:
- Parahya submersa

#### Rodzina:Syarinidae
Z Australii podano następujące gatunki:
- Anysrius brochus
- Anysrius chamberlini
- Ideoblothrus descartes
- Ideoblothrus linnaei
- Ideoblothrus milikapiti
- Ideoblothrus nesotymbus
- Ideoblothrus papillon
- Ideoblothrus pisolitus
- Ideoblothrus westi
- Ideoblothrus woodi

### Nadrodzina:Sternophoroidea

#### Rodzina:Sternophoridae
Z Australii podano następujące gatunki:
- Afrosternophorus anabates
- Afrosternophorus hirsti
- Afrosternophorus nanus
- Afrosternophorus xalyx